# Claudio Ranieri
Claudio Ranieri, italijanski nogometaš in trener, * 20. oktober 1951, Rim.

## Igralska kariera
Ranieri se je s profesionalnim igranjem nogometa začel ukvarjati leta 1973, ko je podpisal za Romo. V prvih dveh sezonah v Romi je skupaj odigral le šest tekem, vmes pa je bil nekaj časa tudi posojen. Večino svoje igralske kariere je Ranieri preživel pri Catanzaru (1974-1982), Cataniji (1982-1984) in Palermu (1984-1986). V svoji igralski karieri je kar štirikrat napredoval iz nižje v višjo ligo - to mu je dvakrat uspelo s Catanzarom, po enkrat pa s Palermom in Catanijo.

## Trenerska kariera
Trenersko kariero je začel leta 1987 pri amaterski ekipi iz Kampanije, svoj prvi trenerski vrhunec pa je nato dosegel kot trener Cagliarija (1988-1991) s katerim je v dveh sezonah iz Serie C1 napredoval v Serie A. Med letoma 1991 in 1993 je vodil nogometaše Napolija, od leta 1993 in 1997 pa je bil glavni trener Fiorentine s katero je že v prvi sezoni napredoval iz Serie B, nato pa v letu 1996 osvojil italijanski pokal in italijanski superpokal. Med letoma 1997 in 1999 je treniral nogometaše Valencie in postavil temelje za klubske uspehe, ki so sledili v začetku 21. stoletja. Leta 1999 je za kratek čas postal tudi trener Atlética iz Madrida, vendar je klub, ki se je ubadal s finančnimi težavami, kmalu zapustil. Med letoma 2000 in 2004 je bil dokaj uspešen strateg londonskega Chelseaja, ki ga je moral zapustiti po prihodu Joseja Mourinha. V sezoni 2004/2005 se je za krajše, vendar neuspešno obdobje vrnil v Valencio, ob koncu sezone 2006/2007 pa je po dolgem času spet prevzel enega izmed italijanskih klubov - Parmo je uspel rešiti pred izpadom v Serie B. Za ta podvig je bil poleti 2007 nagrajen z delovnim mestom pri največjem italijanskem nogometnem klubu Juventusu. 